# Supermarina
La Supermarina était le quartier général de la marine royale italienne créée le 1er juin 1940, juste avant l’entrée de l’Italie dans la Seconde Guerre mondiale.

## Historique
Le projet de centralisation du contrôle des opérations navales a débuté en novembre 1934. Le quartier général de la Supermarina sur le Lungotevere Flaminio, à Rome, a été achevé en 1938 et inauguré par Benito Mussolini le 14 octobre. Lorsque la capitale fut déclarée ville ouverte, en 1943, la Supermarina s'installa à Santa Rosa, sur la Via Cassia, à environ 20 km de Rome. Le siège de Santa Rosa reste le siège du commandant en chef de la flotte navale (CINCNAV).
Du 10 juin 1940 au 8 septembre 1943, la Supermarina supervisa toutes les opérations navales italiennes menées dans le cadre de la bataille de la Méditerranée, de la mer Rouge et des missions océaniques. Le chef de la Supermarina aurait dû être le chef d’état-major de la marine, le commandant de facto étant le chef d’état-major adjoint. Au début de la guerre, l'amiral Domenico Cavagnari était à la tête de l'état-major de la marine et l'amiral Odoardo Somigli à la tête de la Supermarina. Le 10 décembre 1940, Cavagnari est remplacé par l'amiral Arturo Riccardi et l'amiral Inigo Campioni devient chef d'état-major adjoint. En juillet 1941, l'amiral Luigi Sansonetti devint chef d'état-major adjoint. La Supermarina était divisé en plusieurs sections responsables de fonctions telles que le décryptage, les mouvements stratégiques et les communications.
Les ordres passés par la Supermarina aux unités étaient prises selon le Comando Supremo. Le commandant d'un escadron de combat italien avait peu de pouvoir discrétionnaire pour déroger aux ordres reçus de la Supermarina et, lorsque les circonstances changeaient, il devait attendre les nouvelles instructions du quartier général,. En 1940, en raison de nombreux problèmes, la Supermarina accorda plus de discrétion aux commandants en matière de tactique tout en maintenant l'ordre strict de ne pas engager de forces ennemies supérieures, ce qui restreint l'initiative des commandants afin d'éviter des pertes impossibles à remplacer.
Après le 8 septembre 1943, la Supermarina ordonna l'exécution des clauses de l'armistice de Cassibile, le transfert de tous les navires en état de naviguer dans des ports contrôlés par les Alliés et le sabordage ou le sabotage des navires en incapacité de se déplacer afin d'éviter leur capture par les Allemands. Elle cessa ensuite ses activités le 12 septembre 1943 à la suite de la prise de Rome par les Allemands.